# Yamaha YZF-R 1

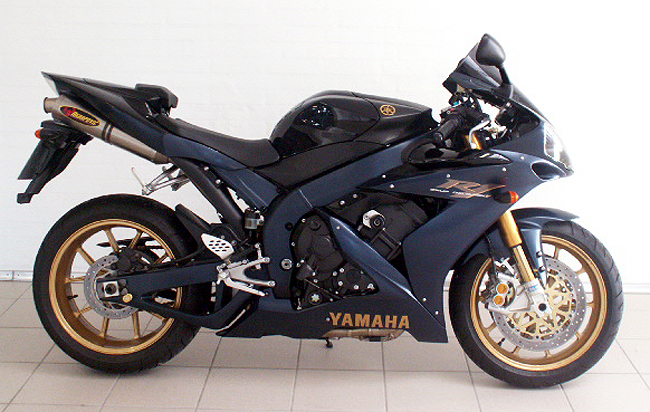
Yamaha YZF-R1 SP mit Öhlins-Fahrwerk und geschmiedeten Marchesini-Rädern (2006)

Die Yamaha YZF-R1 – kurz R1 – ist ein Motorrad der Kategorie Supersportler/Superbikes aus der R-Serie des japanischen Herstellers Yamaha Motor. Es ist eine der am längsten bis heute gebauten 1000er-Sportler mit oft im Zweijahresrhythmus wiederkehrenden Aktualisierungen. Die neueste Version hat sieben einstellbare elektronische Assistenzsysteme. Außerdem hat die R1 seit 2020 einen weiterentwickelten, Euro-5-konformen Motor, verbesserte Federelemente vorn und hinten und eine Ride-by-Wire-Drosselklappensteuerung über einen Gasdrehgriff mit Sensor (APSG).

## Modellgeschichte

### 1997–1999 RN01

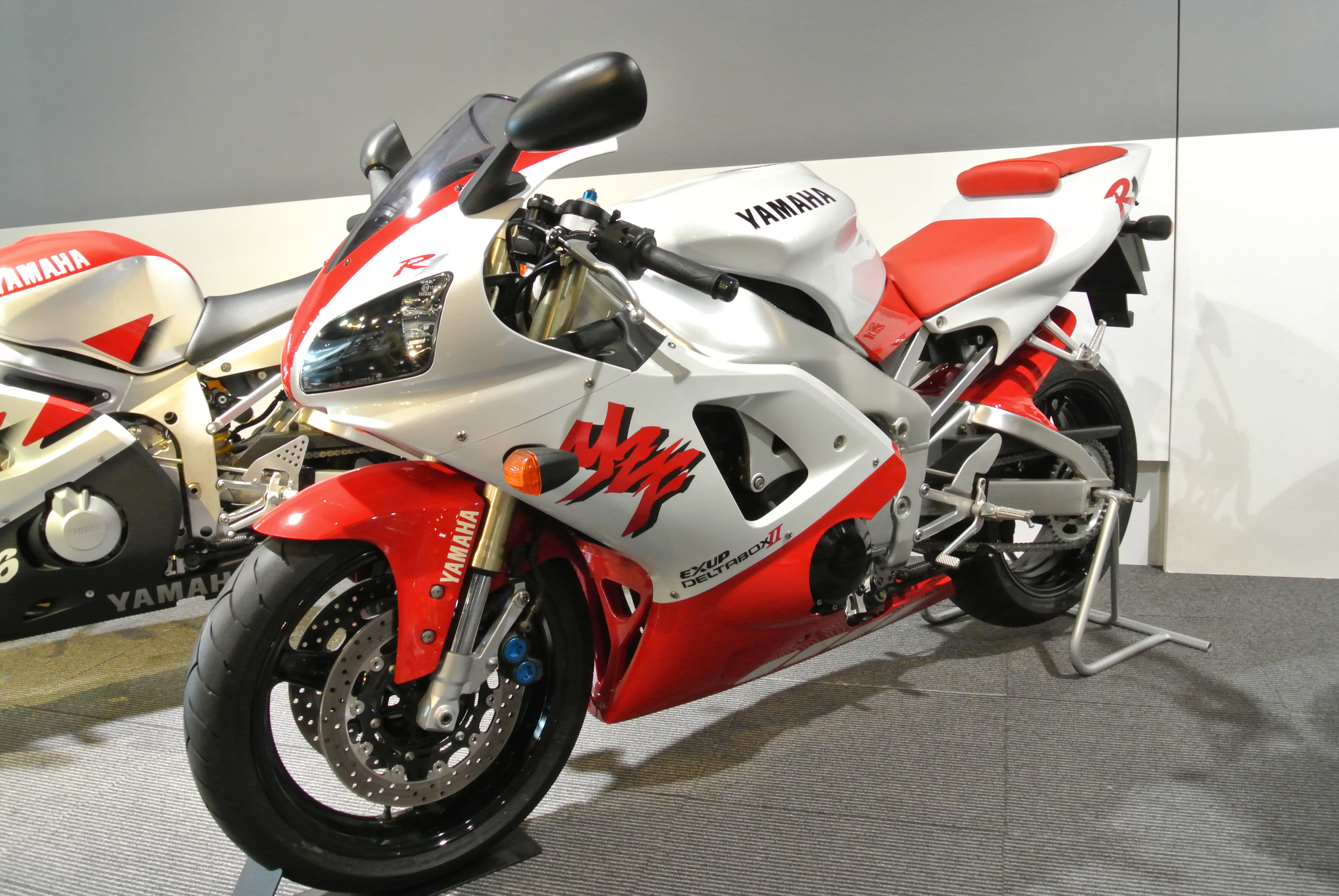
Yamaha YZF-R1, RN01, 1998

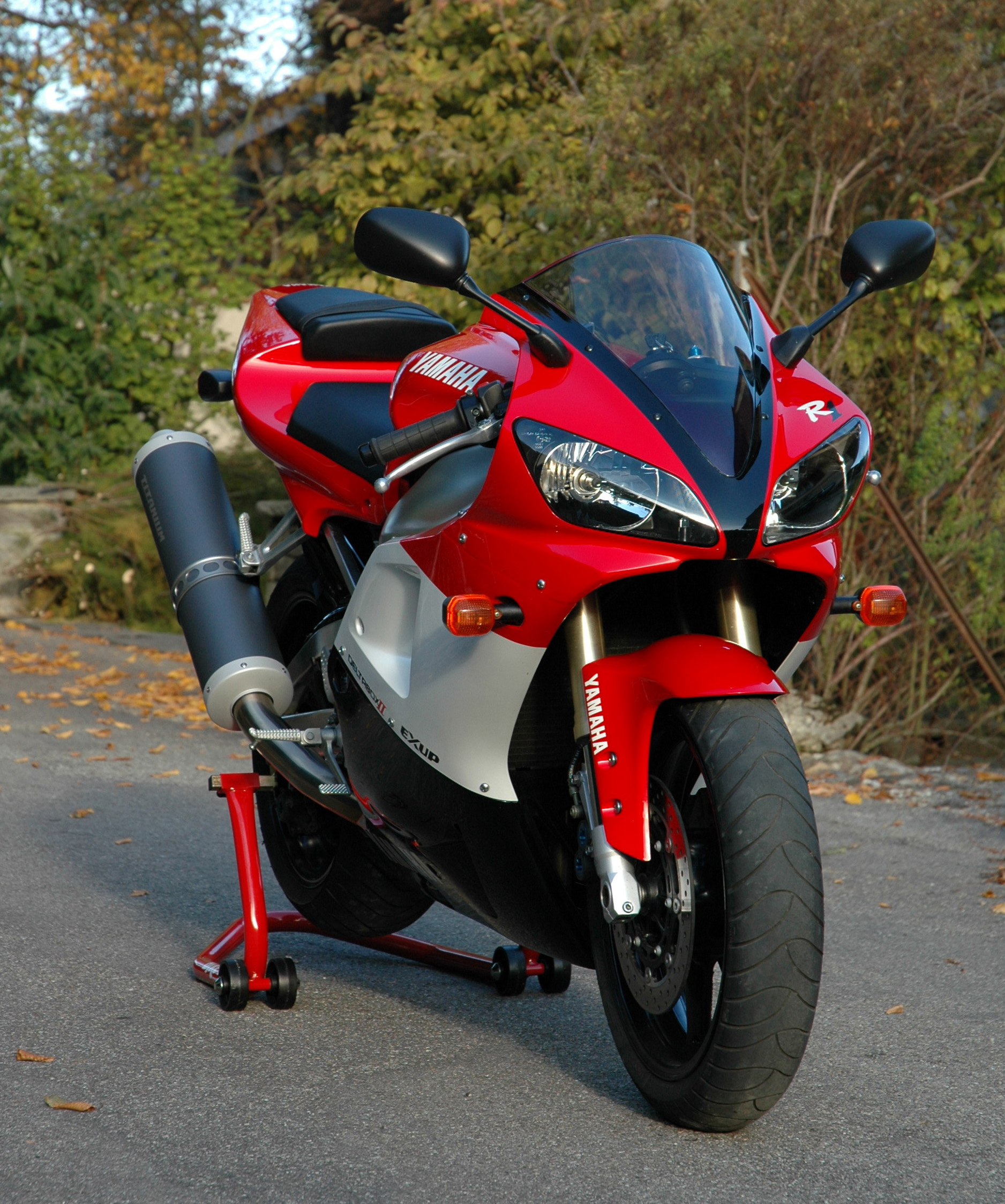
Yamaha YZF-R1, RN04, 2001

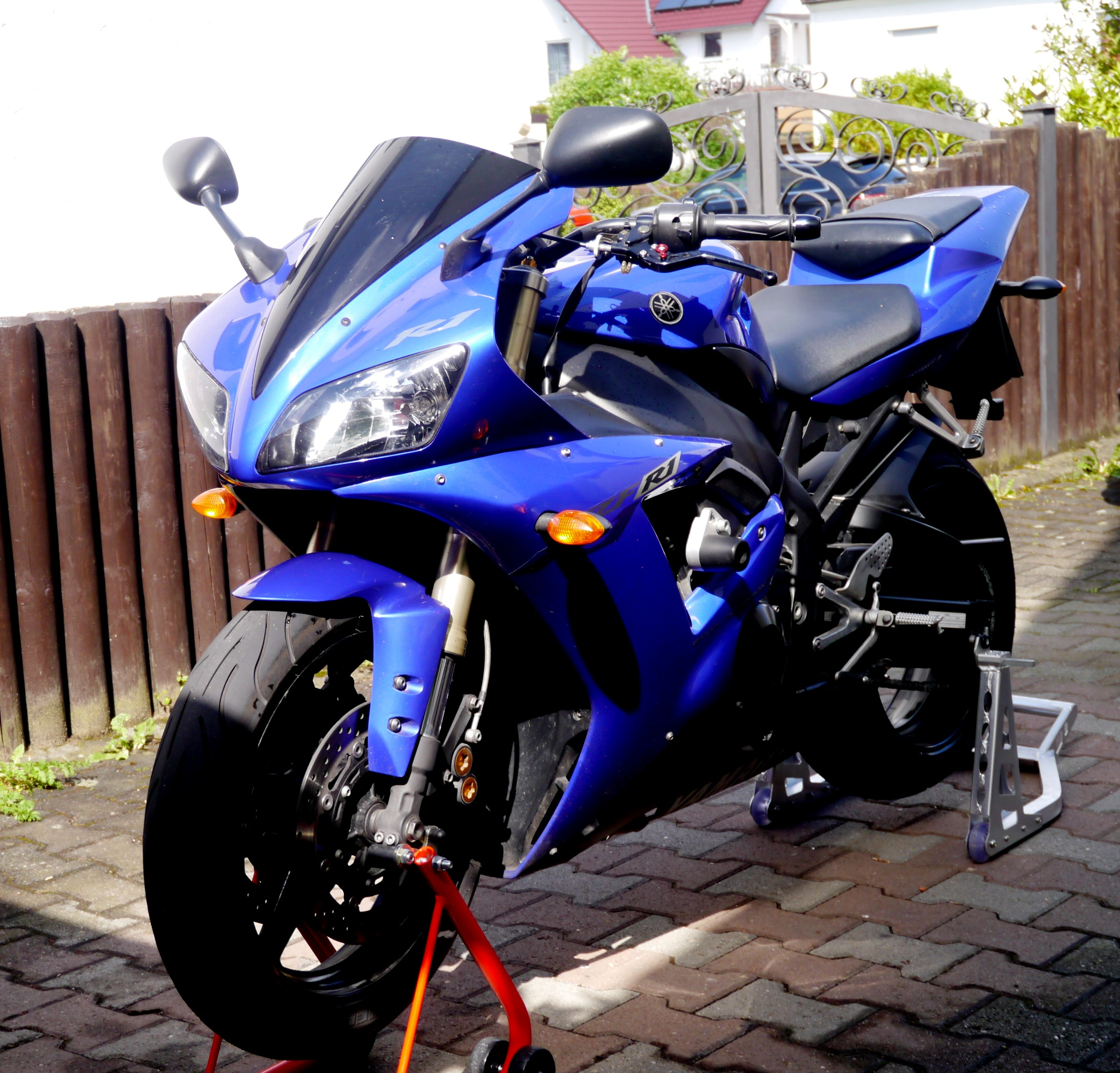
Yamaha YZF-R1, RN09, 2002, hier mit Lenkerumbau

Das erste Modell mit der internen Code-Nr. 08R wurde im September 1997 auf der Motorradmesse EICMA in Mailand der Weltöffentlichkeit vorgestellt. Die R1 war ein neu konstruiertes Motorrad. Die Motorleistung betrug bei Markteinführung 110 kW (150 PS) bei 10.000/min mit einem maximalen Drehmoment von 108 Nm. Das Motorrad hatte ein Trockengewicht von 177 kg. Mit 65,3 kg fiel der 11,8 : 1 verdichtete, 998 cm³ große Motor um 9,5 kg leichter und dazu 81 mm kürzer aus als der des Vorgängers YZF 1000 R Thunderace. Das Kraftstoff-Luft-Gemisch lieferten vier 40-mm-Mikuni-Vergaser. Bei dem Motor wurde die Gehäuse-Zylinder-Einheit einteilig gegossen und war mittragendes Fahrwerkselement. Das Fahrwerk bestand aus einem steifen Aluminium-Brückenrahmen (Deltabox II), einer Upside-Down-Gabel und einer Aluminium-Zweiarmschwinge mit Oberzug. Ein 1.395 mm kurzer Radstand, ein steiler Lenkkopfwinkel von 66° und lediglich 92 mm Nachlauf waren weitere Eckdaten der konsequent sportlichen Maschine. Der kurz bauende Motor ließ zudem mit 582 mm eine lange Schwinge zu, was auch bei hohen Geschwindigkeiten bis hin zur Höchstgeschwindigkeit von 270 km/h guten Geradeauslauf ermöglicht.
Neuzulassungen in Deutschland: etwa 6.150

### 2000–2001 RN04
Im Modelljahrgang 2000 wurde die R1 überarbeitet. Dazu gehören geringere mechanische Motorengeräusche, verbesserte (linearere) Leistungsentfaltung, verbesserte Getriebefunktion, eine Gewichtsreduzierung um 2 kg und leichtere Titan-Endschalldämpfer, Die Sitzposition wurde überarbeitet (Erhöhung der Sitzbank um 15 Millimeter, etwas tiefer gesetzter Tank, veränderter Winkel der Lenkerstummel), dazu kam die Aerodynamik mit unter anderem durch eine 10 Millimeter höhere Scheibe verbesserten Windschutz.
Neuzulassungen in Deutschland: 4.343

### 2002–2003 RN09
2002 stellte Yamaha die dritte R1-Generation vor, bei der viele Teile neu oder weiterentwickelt wurden. Das Motorrad hatte nun eine Saugrohreinspritzung, eine neue Verkleidung, ein verschraubtes – vorher verschweißtes – Rahmenheck und einen neuen Deltabox-III-Rahmen. Der Nachlauf wurde auf 103 Millimeter erhöht. Die Auspuffkrümmer waren aus Titan. Die maximale Leistung betrug 112 kW (152 PS) bei 10.500 min−1, womit eine Höchstgeschwindigkeit von 271 km/h und über Land bis hin zu „moderatem Autobahntempo“ ein Verbrauch von 5,7 Liter Normalbenzin für 100 km gemessen wurde.
Neuzulassungen in Deutschland: 4.473

### 2004–2005 RN12

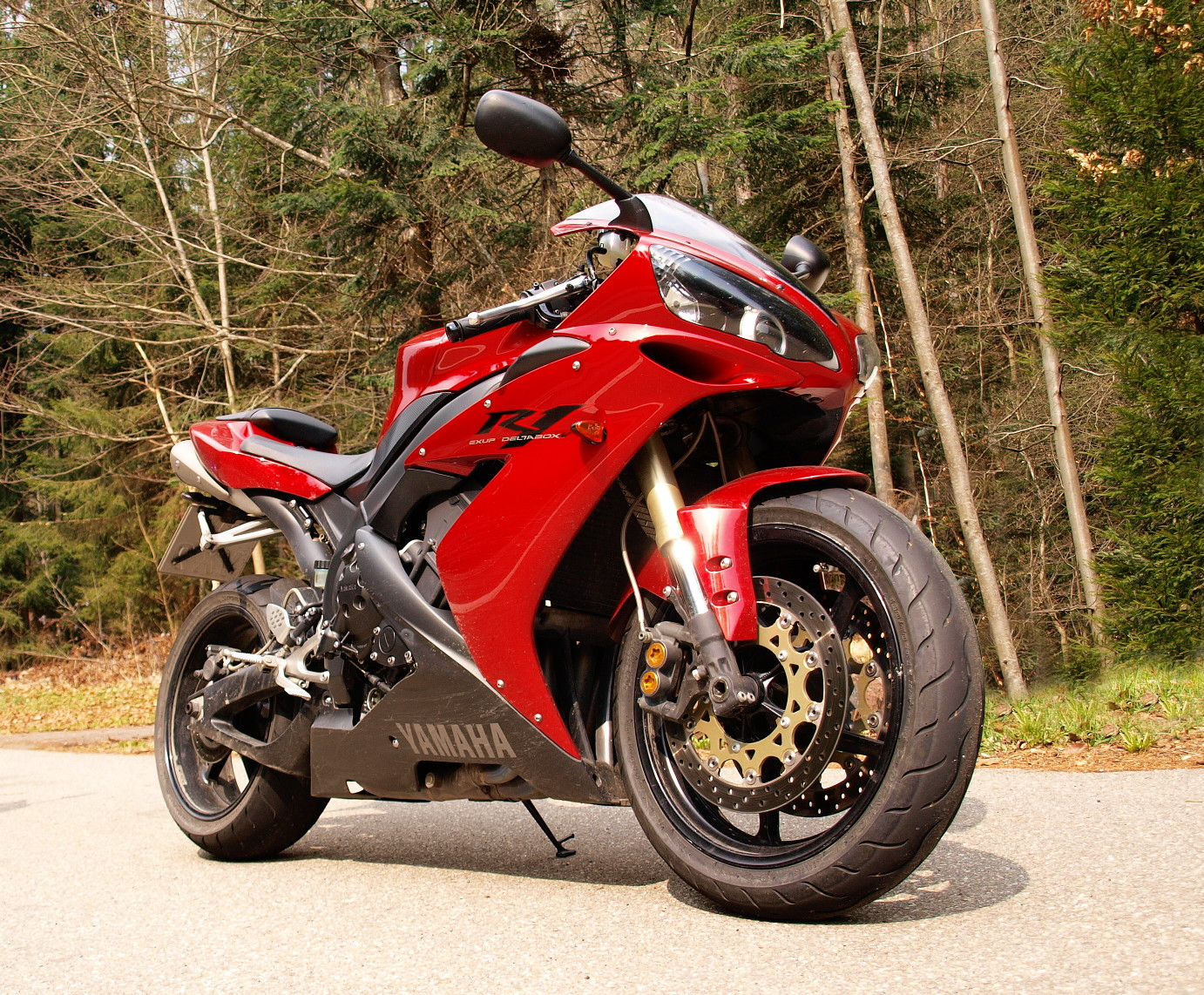
Yamaha YZF-R1, RN12, 2004

Bereits 2004 erschien die vierte R 1-Generation als Reaktion auf die im Jahr 2003 stark überarbeiteten Suzuki GSX-R 1000, die in den Vergleichstests der Fachpresse als Sieger hervorging. 2004 stellte Honda seine neue CBR 1000 RR Fireblade mit einem Liter Hubraum vor. Erneut wurde die R1 beim Generationenwechsel überarbeitet. Durch eine höhere Verdichtung, größere Zylinderbohrung und kürzeren Kolbenhub von auf 53,6 mm, größere freie Ventilquerschnitte und Feinarbeiten an fast jedem Detail wurde die Spitzenleistung des nun sehr hoch drehenden Motors um 13 % auf 126 kW (172 PS) erhöht, er wurde um 40° nach vorn geneigt eingebaut. Neu war außerdem ein Ram-Air-Staudrucksystem, mit dem bei Höchstgeschwindigkeit, die der Hersteller mit 285 km/h angab, etwa 10 PS Mehrleistung erreicht wurden. Die Aerodynamik wurde durch einen ins Heck einbezogenen Endschalldämpfer verbessert. Der Nachlauf betrug 97 mm.
Neuzulassungen in Deutschland: 5.530 (3.499 im Jahr der Vorstellung)

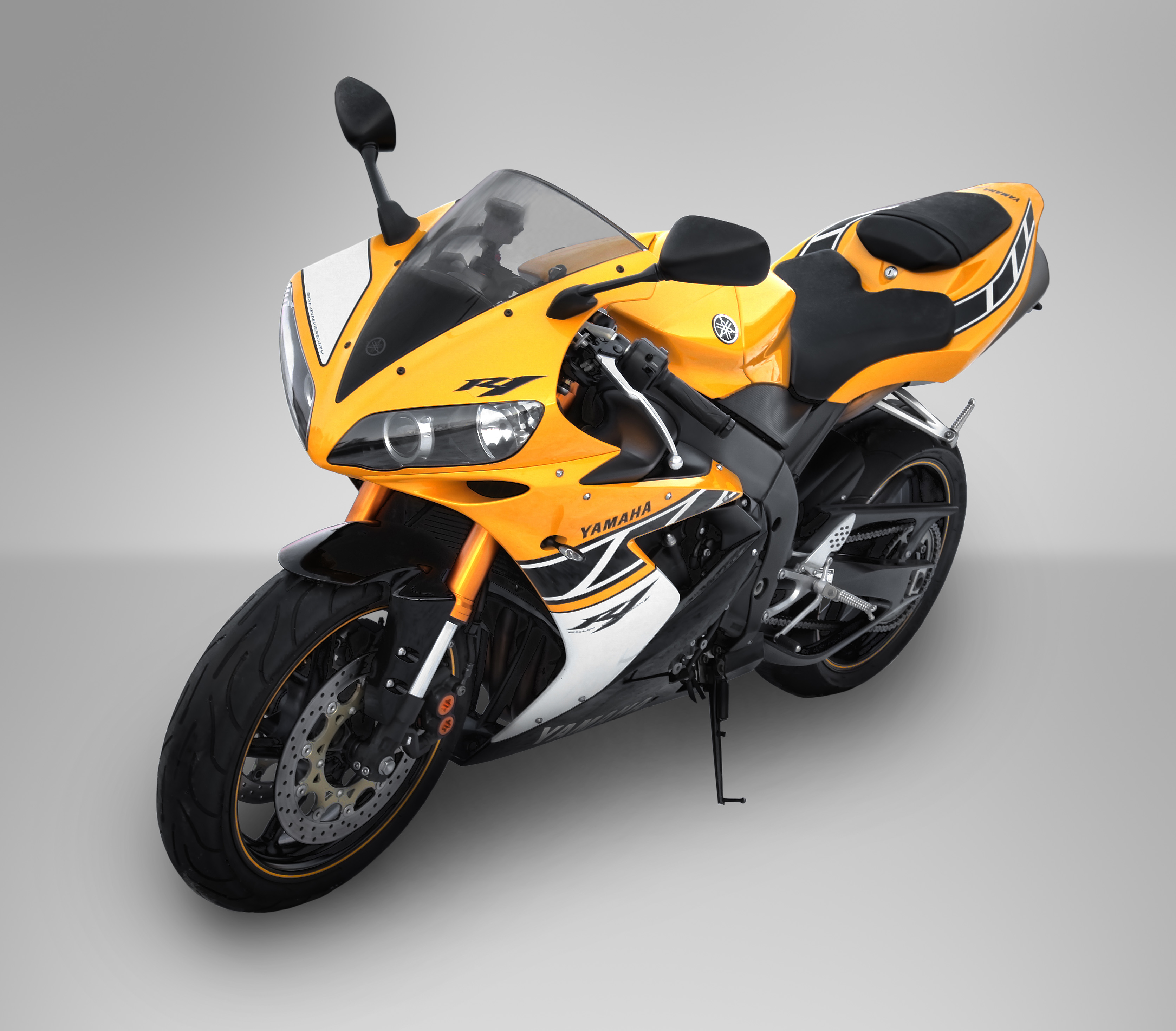
Yamaha YZF-R1 50th Anniversary Limited Edition, RN12, 2006

### 2006 RN12 „Facelift“
2006 wurde die Spitzenleistung durch Überarbeitungen an den Ein- und Auslasskanälen um drei auf 129 kW (175 PS) gesteigert. Eine 20 mm längere Schwinge und dem Deltabox-Rahmen der fünften Generation waren weitere Änderungen. Außer der R1 wurde eine limitierte EditionYZF-R1 SP mit Sonderlackierung, Anti-Hopping-Kupplung, hochwertigen Öhlins-Federelementen und leichten Aluminium-Marchesini-Schmiederädern angeboten.
Neuzulassungen in Deutschland: 1.826

### 2007 RN19

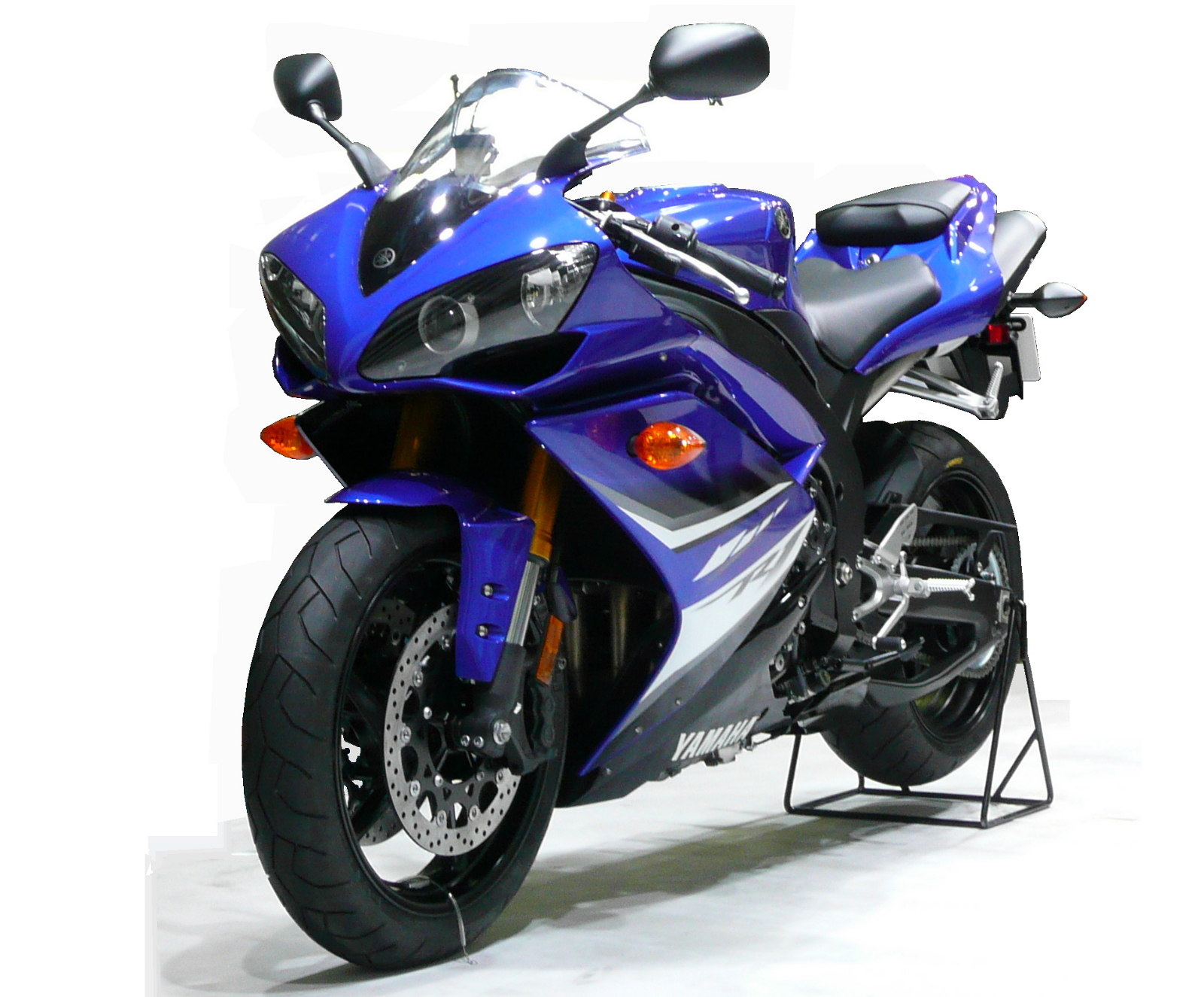
YZF-R1 2007
(auf der Tokyo Motor Show)

Für das Modelljahr 2007 wurde auf der Intermot in Köln eine stark überarbeitete fünfte Generation der YZF-R1 vorgestellt, die sich technisch stark an die YZF-R6 des Jahrgangs 2006 anlehnt. So baut Yamaha bei der neuen R1 auch das Drive-by-Wire-System YCC-T (elektronische Drosselklappensteuerung, Yamaha Chip Controlled Throttle, YCC-T) ein, bei dem die Drosselklappen mit einem Stellmotor geöffnet und mit Seilzug geschlossen werden. Zudem hat sie elektronisch in der Länge verstellbare Ansaugrohre (YCC-I). Nach langer 5-Ventil-Tradition kehrte Yamaha nun wieder zu 4 Ventilen pro Zylinder zurück und legte den Motor auf mehr Drehmoment im unteren und mittleren Drehzahlbereich aus. Die Anforderungen aus der Euro-3-Abgasnorm schlugen sich in einem Mehrgewicht der Abgasanlage von 6 kg nieder. Weitere Neuerungen waren außerdem eine 6-Kolben-Vorderradbremse und ein Lenkungsdämpfer. Yamaha gibt für die neue YZF-R1 eine Höchstleistung von 132 kW (180 PS) an (139 kW (189 PS) mit Staudrucksystem), bei einem Trockengewicht von 177 kg; für die Höchstgeschwindigkeit 285 km/h. Die Zeitschrift Motorrad ermittelte einen Testverbrauch von 8,1 Liter bleifreiem Superbenzin für 100 km. Der Tank fasste 18 Liter.
Neuzulassungen in Deutschland: 3.462

### 2009 RN22
Seit dem Modelljahr 2009 hat der Motor eine Crossplane-Kurbelwelle, wobei zur Schwingungsverminderung eine gegenläufig rotierende Ausgleichswelle verwendet wird. Die Motorenkonstruktion stellt im unteren Drehzahlbereich mehr Drehmoment bereit, wobei der Klang auch durch die Zündfolge gestaltet ist. Der Motor leistet 134 kW (182 PS) bei 12500/min und hat ein Drehmoment von 116 Nm bei 10000/min. Zudem kann der Fahrer unter dem Yamaha Chip Controlled Throttle, YCC-T-System selbst drei unterschiedliche Kennfelder der Motorsteuerung einstellen, was die Leistungsentfaltung beeinflusst: Standard (Allround), Mode A mit direkterem Ansprechverhalten, B mit zurückhaltender Leistungsentfaltung. Weiter wurde die Auspuffanlage geändert, sichtbar sind nun dreieckige Endtöpfe, die hinten bis unter die Sitzbank hochgelegt sind. Der Deltabox-Rahmen aus Aluminium mit Heck aus Magnesium hat einen Radstand von 1415 mm und eine geänderte Radaufhängung. Der Lenkkopfwinkel ist mit 66 Grad identisch mit dem Urmodell, der Nachlauf von 102 mm betrug 10 mm mehr. Dieses Modell war mit einem Gewicht von vollgetankt 206 bis 215 kg die schwerste aller R1-Generationen. Ein Fahrbericht des Focus nannte einen Verbrauch von 6,8 Liter/100 km Superbenzin.
Ab 2012 gab es eine Antriebsschlupfregelung.
Neuzulassungen in Deutschland: 32.661

### 2015 RN32
Nach etwa 6 Jahren wurde Ende 2014 der neu konstruierte Nachfolger vorgestellt. Der neu entwickelte Motor leistete 147 kW (200 PS) bei 13.500/min. Mit 199 kg Leergewicht (vollgetankt) wurde das Gewicht der Ur-R1 wieder erreicht. Dabei besteht das Rahmenheck aus Magnesium, der Motor wiegt knapp 60 kg. Er hat eine einen Millimeter größere Bohrung und 1,3 Millimeter weniger Hub als der des Vorgängermodells, 7,1 Millimeter weniger als bei der Ur-R1. Die Ventile werden anstelle von Tassenstößeln über leichte, DLC-beschichtete Schlepphebel betätigt; Ölwanne und Motordeckel bestehen aus Magnesium, die Pleuel aus Titan, die Kolben sind geschmiedet. Außerdem bekam die R1 eine komplette Elektronikausstattung, bestehend aus Launch Control, Slide Control, Traction Control und vierstufiger „Wheelie-Kontrolle“, die das Abheben des Vorderrades verhindert beziehungsweise mit der sich das Abheben des Vorderrades steuern lässt (Lift Control, LIF), sowie vier verschiedenen „Powermodes“ und ABS. Wegen der kompakten, jedoch bequemen und auch für größere Fahrer geeigneten Sitzposition, verglichen die Testfahrer der RN32 das Fahrgefühl mit dem eines Rennmotorrades. In einem Test über 50.000 km ergab sich ein Verbrauch von 6,7 Liter/ 100 km.
Neben dem Basismodell wurde auch ein Sondermodell für professionelle Rennteams und Rennfahrer aufgelegt. Zur Ausstattung der Special Edition gehören unter anderem elektronisch gesteuerte Feder-Dämpfer-Elemente (Electronic Racing Suspension, ERS), Verkleidungsteile aus kohlenstofffaserverstärktem Kunststoff, eine CCU (Communication Control Unit), um Smartphones einzubeziehen. Der Preis für diese limitierte Variante lag mit 23.000 € über dem des Basismodells von 18.000 €.
Yamaha bietet beide Modelle abgewandelt seit 2016 als Naked-Bike-Versionen Yamaha MT-10 an. Beim Motor sind etwa 40 Prozent nicht aus der R1.

### 2017 RN49

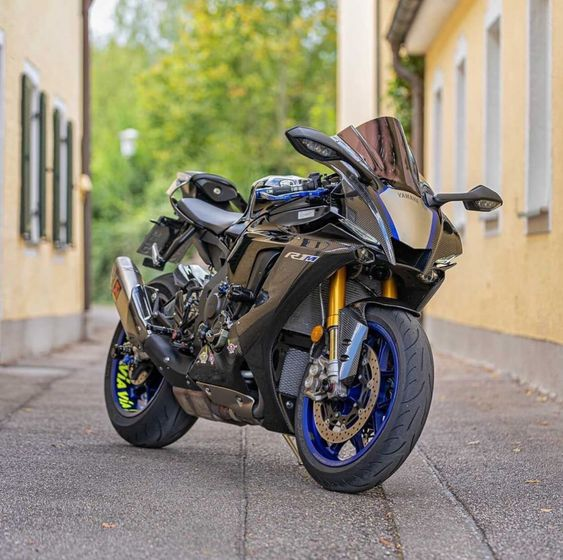
Yamaha YZF-R1M, RN65, 2021

Auf der EICMA 2017 wurden für das Modelljahr 2018 in Verbindung mit der EU-4-Einstufung vor allem im Elektronikumfeld verschiedene Verbesserungen vorgestellt:
- Elektronisches Fahrwerk (Electronic Racing Suspension, ERS) von Öhlins, mit automatischer und nahtloser Anpassung der Federelemente von Gabel und Federbein an die Streckenverhältnisse nach Analyse mit einer sechsachsigen Trägheitssensorik  Inertial Measurement Unit (IMU).[33]
- Verbesserte ERS-Einstellungen in der Yamaha Ride Control (YRC)
- Überarbeitetes Quick Shift System (QSS) mit neuer Funktion zum Herunterschalten
- Verbesserte „Wheelie-Kontrolle“ (Lift Control, LIF)[28]
- Änderungen an den Motorsteuergerätkennfeldern („ECU-Mapping“)

Es wird wieder die Rennversion R1M angeboten; bei ihr ist der Heckrahmen aus Magnesium, ihr Fahrwerk ist semi-aktiv und hat verbesserte Software (Öhlins-Fahrwerk der zweiten Generation).
Die Maschinen des Baujahrs 2019 wurden mit einer Höchstgeschwindigkeit von 285 km/h angegeben, gemessen mit 299 km/h.

### 2020 RN65
Zum Modelljahr 2020 wurde die R1 einem umfangreicheren Facelift unterzogen mit folgenden wesentlichen Änderungen:
- Motor: Neu entwickelte Schlepphebel und Nockenprofile, modifizierter Ansaugtrakt, neu gestalteter Zylinderkopf mit unter anderem neu positionierter Einspritzdüsenbaugruppe zur Verbesserung der Verbrennungseffizienz und Leistung bei hoher Drehzahl,[2] Ventile aus Titan; größere Kurbelwellenlager und überarbeiteter Ölkreislauf mit verbesserter Ölkanaldimensionierung, was eine kleinere Ölpumpe ermöglicht[35]
- KfK-Verkleidung nach M1-Vorbild, was die aerodynamische Effizienz um 5 % erhöht; der untere Verkleidungsteil, der die Auspuffanlage umschließt, besteht aus Titan[35]
- Erfüllen der Euro-5-Lärm- und Abgasvorschriften[35]
- Heckrahmen aus Magnesium, Heckverkleidung aus leichtem kohlenstofffaserverstärktem Kunststoff (KfK)
- Öhlins ERS NPX-Gasdruck-Telegabel
- Fahrwerks- und Bremselektronik umfangreich erweitert
- Verbesserte Anzeigeinstrumente mit Dünnfilmtransistoren.[2]

Die YZF-R1 in M-Ausführung hat die neueste elektronische Fahrwerksgeneration von Öhlins (Electronic Racing Suspension, ERS). Darüber hinaus kann der Fahrer mit verschiedenen Apps tiefer in die Elektronik eingreifen.

### 2023 limited edition GYTR Pro 25th Anniversary
Zum Jubiläum der R1 bietet Yamaha 25 Exemplare mit 25 Rennkomponenten und ohne Straßenzulassung an. Das Genuine Yamaha Technology Racing (GYTR) Pro-Paket enthält neben der Verkleidung aus kohlenstofffaserverstärktem Kunststoff (KfK, „Carbon“) ein ebenso leichtes Rahmenheck aus KfK und einen schwerpunktgünstig eingefassten Benzintank. Neben dem Motorsteuergerät von Magneti Marelli mit vielfältigen Einstellungen der Software hat das Sondermodell ein zusätzliches Modul (GPES) der Assistenzsysteme wie Launch Control, Wheelie Control sowie der Schlupfregelung.

## Technische Daten
| Modell                      | 1998/1999 (RN01)                                                                    | 2000/2001 (RN04)                                                                    | 2002/2003 (RN09)                                                                    | 2004/2005 (RN12)                                                                    | 2006 (RN12)                                                                         | 2007 (RN19)                                                                                                 | 2009 (RN22)                                                                                                  | 2015 (RN32)                                                                                                  | 2017 (RN49)                                                                                                  |
| --------------------------- | ----------------------------------------------------------------------------------- | ----------------------------------------------------------------------------------- | ----------------------------------------------------------------------------------- | ----------------------------------------------------------------------------------- | ----------------------------------------------------------------------------------- | --- | --- | --- | --- |
| Motor                       | Reihen-Vierzylinder, 4-Takt, Wasserkühlung, DOHC, 20 Ventile, EXUP-Auspuffsteuerung | Reihen-Vierzylinder, 4-Takt, Wasserkühlung, DOHC, 20 Ventile, EXUP-Auspuffsteuerung | Reihen-Vierzylinder, 4-Takt, Wasserkühlung, DOHC, 20 Ventile, EXUP-Auspuffsteuerung | Reihen-Vierzylinder, 4-Takt, Wasserkühlung, DOHC, 20 Ventile, EXUP-Auspuffsteuerung | Reihen-Vierzylinder, 4-Takt, Wasserkühlung, DOHC, 20 Ventile, EXUP-Auspuffsteuerung | Reihen-Vierzylinder, 4-Takt, Wasserkühlung, DOHC, 16 Ventile, YCC-I-Einlasssteuerung, EXUP-Auspuffsteuerung | Reihen-Vierzylinder, 4-Takt, Crossplane-Kurbelwelle, Wasserkühlung, DOHC, 16 Ventile, YCC-I-Einlasssteuerung | Reihen-Vierzylinder, 4-Takt, Crossplane-Kurbelwelle, Wasserkühlung, DOHC, 16 Ventile, YCC-I-Einlasssteuerung | Reihen-Vierzylinder, 4-Takt, Crossplane-Kurbelwelle, Wasserkühlung, DOHC, 16 Ventile, YCC-I-Einlasssteuerung |
| Bohrung / Hub               | 74,0 × 58,0 mm                                                                      | 74,0 × 58,0 mm                                                                      | 74,0 × 58,0 mm                                                                      | 77,0 × 53,6 mm                                                                      | 77,0 × 53,6 mm                                                                      | 77,0 × 53,6 mm                                                                                              | 78,0 × 52,2 mm                                                                                               | 79,0 × 50,9 mm                                                                                               | 79,0 × 50,9 mm                                                                                               |
| Hubraum                     | 998 cm³                                                                             | 998 cm³                                                                             | 998 cm³                                                                             | 998 cm³                                                                             | 998 cm³                                                                             | 998 cm³ | 998 cm³ | 998 cm³ | 998 cm³ |
| Verdichtung                 | 11,8 : 1                                                                            | 11,8 : 1                                                                            | 11,8 : 1                                                                            | 12,3 : 1                                                                            | 12,4 : 1                                                                            | 12,7 : 1 | 12,7 : 1 | 13,0 : 1 | 13,0 : 1 |
| Gemischaufbereitung         | Vergasertyp Vergaser, Mikuni BDSR41, Ø 41 mm                                        | Vergasertyp Vergaser, Mikuni BDSR41/4, Ø 41 mm                                      | Saugrohreinspritzung                                                                | Saugrohreinspritzung                                                                | Saugrohreinspritzung                                                                | Saugrohreinspritzung                                                                                        | Saugrohreinspritzung                                                                                         | Saugrohreinspritzung                                                                                         | Saugrohreinspritzung                                                                                         |
| Abgasaufbereitung           | –                                                                                   | –                                                                                   | U-Kat                                                                               | U-Kat                                                                               | U-Kat                                                                               | G-Kat | G-Kat | G-Kat | G-Kat |
| Nennleistung                | 110 kW (150 PS) bei 10.000/min                                                      | 110 kW (150 PS) bei 10.000/min                                                      | 112 kW (152 PS) bei 10.500/min                                                      | 126 kW (172 PS) bei 12.500/min                                                      | 129 kW (175 PS) bei 12.500/min                                                      | 132 kW (180 PS) bei 12.500/min                                                                              | 134 kW (182 PS) bei 12.500/minohne Staudruck-System                                                          | 147 kW (200 PS) bei 13.500/minohne Staudruck-System                                                          | 147 kW (200 PS) bei 13.500/minohne Staudruck-System                                                          |
| max. Drehmoment             | 108 Nm bei 8.500/min                                                                | 108 Nm bei 8.500/min                                                                | 105 Nm bei 8.500/min                                                                | 107 Nm bei 10.500/min                                                               | 107 Nm bei 10.500/min                                                               | 113 Nm bei 10.000/min                                                                                       | 116 Nm bei 10.000/min                                                                                        | 112 Nm bei 11.500/min                                                                                        | 112 Nm bei 11.500/min                                                                                        |
| Getriebe                    | 6 Gang                                                                              | 6 Gang                                                                              | 6 Gang                                                                              | 6 Gang                                                                              | 6 Gang                                                                              | 6 Gang | 6 Gang | 6 Gang | 6 Gang |
| Radstand                    | 1395 mm                                                                             | 1395 mm                                                                             | 1395 mm                                                                             | 1395 mm                                                                             | 1415 mm                                                                             | 1415 mm | 1415 mm | 1405 mm | 1405 mm |
| Rahmen                      | Deltabox-II-Aluminium-Brückenrahmen                                                 | Deltabox-II-Aluminium-Brückenrahmen                                                 | Deltabox-III-Al.-Brückenrahmen                                                      | Deltabox-IV-Al.-Brückenrahmen                                                       | Deltabox-V-Aluminium-Brückenrahmen                                                  | Deltabox-V-Aluminium-Brückenrahmen                                                                          | Deltabox-V-Aluminium-Brückenrahmen                                                                           | Deltabox-VI-Al.-Brückenr.                                                                                    | Deltabox-VI-Al.-Brückenr.                                                                                    |
| Radaufhängung vorne         | 41 mm Ø Upside-Down-Gabel                                                           | 41 mm Ø Upside-Down-Gabel                                                           | 43 mm Ø Upside-Down-Gabel                                                           | 43 mm Ø Upside-Down-Gabel                                                           | 43 mm Ø Upside-Down-Gabel                                                           | 43 mm Ø Upside-Down-Gabel                                                                                   | 43 mm Ø Upside-Down-Gabel                                                                                    | 43 mm Ø Upside-Down-Gabel                                                                                    | 43 mm Ø Upside-Down-Gabel                                                                                    |
| Radaufhängung hinten        | Zentralfederbein mit Ausgleichsbehälter                                             | Zentralfederbein mit Ausgleichsbehälter                                             | Aluminium-Zweiarmschwinge mit Zentralfederbein                                      | Aluminium-Zweiarmschwinge mit Zentralfederbein                                      | Aluminium-Zweiarmschwinge mit Zentralfederbein                                      | Aluminium-Zweiarmschwinge mit Zentralfederbein                                                              | Magnesium-Zweiarmschwinge mit Zentralfederbein                                                               | Magnesium-Zweiarmschwinge mit Zentralfederbein                                                               | Aluminium-Zweiarmschwinge, bei R1M Magnesium, mit Zentralfederbein                                           |
| Bremsen vorn                | Doppelscheibenbremse, Ø 298 mm mit 4-Kolben-Festsätteln                             | Doppelscheibenbremse, Ø 298 mm mit 4-Kolben-Festsätteln                             | Doppelscheibenbremse, Ø 298 mm mit 4-Kolben-Festsätteln                             | Doppelscheibenbremse, Ø 320 mm mit 4-Kolben-Festsätteln                             | Doppelscheibenbremse, Ø 320 mm mit 4-Kolben-Festsätteln                             | Doppelscheibenbremse, Ø 320 mm mit 6-Kolben-Festsätteln                                                     | Doppelscheibenbremse, Ø 320 mm mit 6-Kolben-Festsätteln                                                      | Doppelscheibenbremse, Ø 320 mm mit 4-Kolben-Festsätteln                                                      | Doppelscheibenbremse, Ø 320 mm mit 4-Kolben-Festsätteln                                                      |
| Bremsen hinten              | Scheibenbremse, Ø 245 mm                                                            | Scheibenbremse, Ø 245 mm                                                            | Scheibenbremse, Ø 220 mm                                                            | Scheibenbremse, Ø 220 mm mit 1-Kolben-Schwimmsattel                                 | Scheibenbremse, Ø 220 mm mit 1-Kolben-Schwimmsattel                                 | Scheibenbremse, Ø 220 mm mit 1-Kolben-Schwimmsattel                                                         | Scheibenbremse, Ø 220 mm mit 1-Kolben-Schwimmsattel                                                          | Scheibenbremse, Ø 220 mm mit 1-Kolben-Schwimmsattel                                                          | Scheibenbremse, Ø 220 mm mit 1-Kolben-Schwimmsattel                                                          |
| Trockengewicht / Fahrbereit | 177 kg / 198 kg                                                                     | 175 kg / 194 kg                                                                     | 174 kg / 193 kg                                                                     | 173 kg                                                                              | 172 kg / 203 kg                                                                     | 177 kg | 189 kg / 214 kg                                                                                              | 181 kg / 199 kg                                                                                              | 181 kg / 199 kg                                                                                              |